# 567-ма фольксгренадерська дивізія (Третій Рейх)
567-ма фольксгренадерська дивізія (Третій Рейх) (нім. 567. Volksgrenadier-Division) — піхотна дивізія народного ополчення (фольксгренадери) вермахту за часів Другої світової війни.

## Історія
567-ма фольксгренадерська дивізія сформована 26 серпня 1944 року у ході 32-ї хвилі мобілізації у XIII військовому окрузі на навчальному центрі Графенвер (нім. Truppenübungsplatz Grafenwöhr). 2 вересня 1944 року її підрозділи пішли на доукомплектування 349-ї фольксгренадерської дивізії.

## Райони бойових дій
- Німеччина (серпень — вересень 1944)

## Командування

### Склад
| 1944                                      |
| ----------------------------------------- |
| 1159-й гренадерський полк                 |
| 1160-й гренадерський полк                 |
| 1161-й гренадерський полк                 |
| 1567-й артилерійський полк                |
| 567-й протитанковий дивізіон              |
| 1567-ма рота зв'язку                      |
| 1567-ме дивізійне управління забезпечення |